# Тривия (митология)
За значението на „тривия“ като „любопитни факти“ вижте Тривия.
Тривия е богиня от римската митология, чийто еквивалент в древногръцката митология е Хеката – богиня на магиите, кръстопътищата и пълнолунието преди есенното равноденствие. Името ѝ вероятно идва от латинските думи „tri“ („три“) и „via“ („път“), т.е. място, където се срещат три пътя.
Тривия е титанида от подземното царство, подпомогнала Юпитер в Титаномахията и така съумяла да запази силата си. Тривия била приятелка на Церера и ѝ помогнала да открие дъщеря ѝ Прозерпина при нейното отвличане от Плутон.